# كاربات
جبال الكاربات (التشيكية والبولونية: Karpaty)، (بالألمانية: Karpaten)، (بالهنغارية: Kárpátok)، (بالرومانية: Carpaţi)، (بالصربية والأوكرانية: Карпати أي Karpati)، (بالإنجليزية: Carpathians)، (الروسية: Karpati ;Карпати) هي سلسة جبال تمتد في أوروبا الوسطى والشرقية بشكل قوس بطول 1,500 كم مما يجعلها أطول سلسلة جبلية في أوروبا وموطنا للعديد من الحيوانات المحلية كالدب البني والذئاب وغزلان الشامواه والقطط البرية. وبنسبة عالية في الجزء الروماني وتعرف أحيانًا بجبال الألب الدينارية، تشكل سلسلة جبال الكاربات مصدرًا مُهمًا للمعادن كالذهب والفضة والرصاص والحديد وأيضًا غابات الصنوبر والبلوط والزان.

## الاسم
في العصر الحديث، يُطلق على النطاق اسم "كارباتي" باللغة التشيكية والبولندية والسلوفاكية و (арпати) (Karpaty) باللغة الأوكرانية، و (арпати / Karpati) باللغة الصربية، وCarpați [karˈpat͡sʲ] باللغة الرومانية، وКарпаты in Rusyn، وKarpaten in German وKá المجرية.[بحاجة لمصدر][بحاجة لمصدر]على الرغم من أن بطليموس قد سجل الاسم الجغرافي بالفعل في القرن الثاني من العصر المسيحي،[بحاجة لمصدر]فإن الشكل الحديث للاسم هو مصطلح جديد في معظم اللغات. على سبيل المثال، هافاسوك ("الجبال الثلجية") كان اسمها المجري في العصور الوسطى. أشارت السجلات الروسية إليها باسم "الجبال المجرية". أشارت المصادر اللاحقة، مثل ديميتري كانتيمير والمؤرخ الإيطالي جيوفاناندريا غرومو، إلى النطاق باسم "جبال ترانسيلفانيا"، بينما ترجم مؤرخ القرن السابع عشر كونستانتين كانتاكوزينو اسم الجبال في مسرد إيطالي روماني  إلى "الجبال الرومانية.

## جغرافيا
سلسلة الجبال تبدأ من جمهورية التشيك، وتمتد إلى جهة الشمال الشرقي حتى سلوفاكياو بولندا وهنغاريا وأوكرانيا وأخيرًا بجهة الجنوب الشرقي رومانيا حيث تُشكل قوس لجهة الجنوب الغربي في منطقة البوابات الحديدية عند نهر الدانوب جنوبي رومانيا على الحدود مع صربيا. أعلى قمة تبلغ 2,655 م (8,711 قدم) تدعى قمة غيرلاكوفسكي في سلوفاكيا قرب الحدود مع بولندا، في حين في رومانيا تبلغ 2500 متر أعلى نقطة. أهم المدن قرب الكارابات: في سلوفاكيا (براتيسلافا وكوشيتسه)، في رومانيا (كلوج نابوكا وسيبيو وبراشوف). ينبع منها عدة أنهار أهمها نهر أولت، أرجيش وديمبوفيتسا.
على الرغم من أن الكاربات يشار إليها عادة باسم سلسلة الجبال، إلا أنها لا تشكل في الواقع سلسلة غير منقطعة من الجبال. بدلاً من ذلك، فهي تتكون من عدة مجموعات مميزة جغرافيًا وجيولوجيًا، تقدم تنوعًا هيكليًا كبيرًا مثل جبال الألب. تفتقر جبال الكاربات، التي يبلغ ارتفاعها أكثر من 2500 متر (8202 قدمًا) في أماكن قليلة فقط، إلى القمم الجريئة وحقول الجليد الواسعة والأنهار الجليدية الكبيرة والشلالات العالية والعديد من البحيرات الكبيرة الشائعة في جبال الألب. كان من المعتقد أنه لا توجد منطقة من سلسلة جبال الكاربات مغطاة بالثلوج على مدار السنة ولم تكن هناك أنهار جليدية، لكن الأبحاث الحديثة التي أجراها علماء بولنديون اكتشفت منطقة واحدة دائمة التجمد ومنطقة جليدية في جبال تاترا.
لا يتجاوز ارتفاع جبال الكاربات في أعلى نقطةٍ لها ارتفاع المنطقة الوسطى من جبال الألب، إذ تتماثلُ هاتان السلسلتان في المظهر والمناخ والنباتات. يفصل نهر الدانوب جبال الكاربات عن جبال الألب.  يلتقي النطاقان عند نقطة واحدة فقط: جبال ليثا في براتيسلافا. يفصلهم النهر أيضًا عن جبال البلقان في اورشوفا في رومانيا. يفصل وادي مارس واودر جبال الكاربات عن سلاسل سيليزيا ومورافيا، التي تنتمي إلى الجناح الأوسط لنظام الجبال المركزي العظيم في أوروبا. على عكس الأجنحة الأخرى للنظام، فإن الكاربات، التي تشكل مستجمعات المياه بين البحار الشمالية والبحر الأسود، محاطة من جميع الجوانب بالسهول، أي سهل بانونيا إلى الجنوب الغربي، وسهل الدانوب السفلي من الجنوب، مع  الجزء الجنوبي في بلغاريا، والشمال - في رومانيا، وسهل غاليسيا في الشمال الشرقي.

## التوزيع الجغرافي

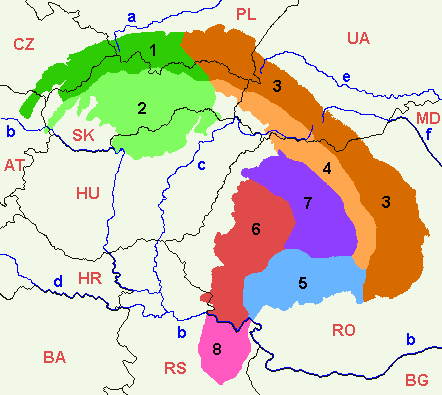
تقسيمات سلسة جبال الكاربات

تنقسم سلسلة جبال الكاربات إلى ثلاثة أقسام رئيسة: الكاربات الغربية, والكاربات الشرقية والكاربات الجنوبية. والتي بدورها مقسم إلى تقسيمات أصغر على النحو التالي:
- (1) جبال الكاربات الغربية الخارجية
- (2) جبال الكاربات الغربية الداخلية
- (3) جبال الكاربات الشرقية الخارجية
- (4) جبال الكاربات الشرقية الداخلية
- (5) جبال الكاربات الجنوبية
- (6) جبال الكاربات الرومانية الغربية
- (7) الهضبة الترانسيلفانية
- (8) جبال الكاربات الصربية

## معرض الصور

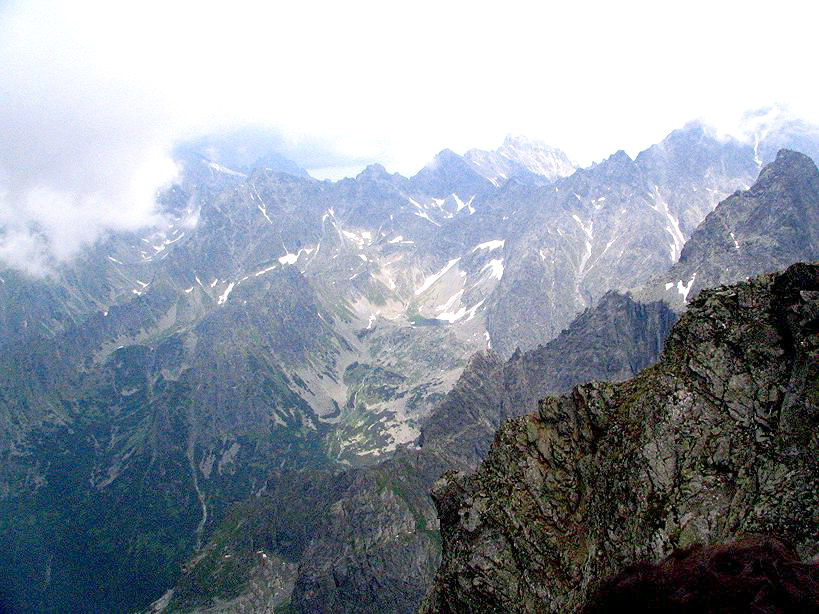
جبال الكارابات في سلوفاكيا
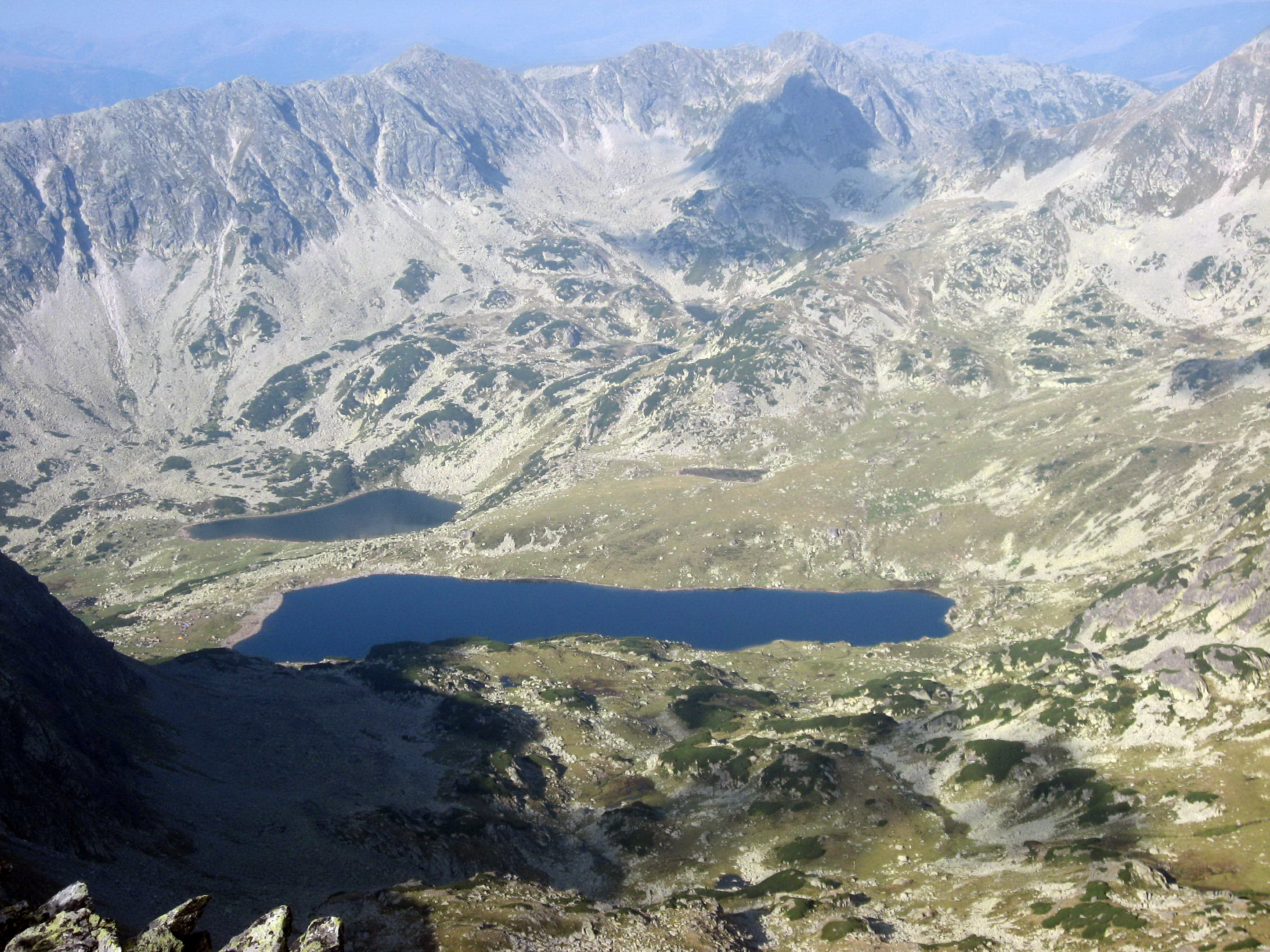
بحيرة بوكورا بين جبال الكاربات في رومانيا
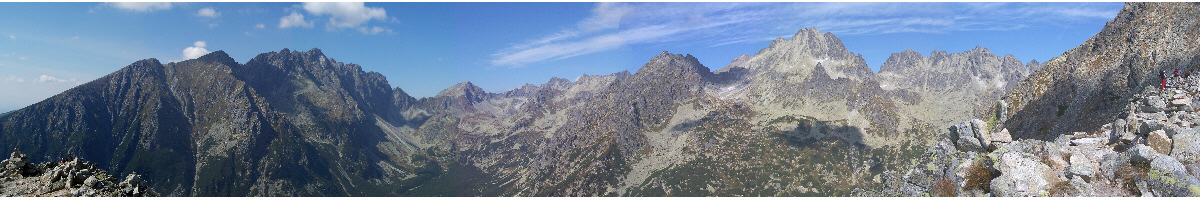
بانوراما جبال تاترا
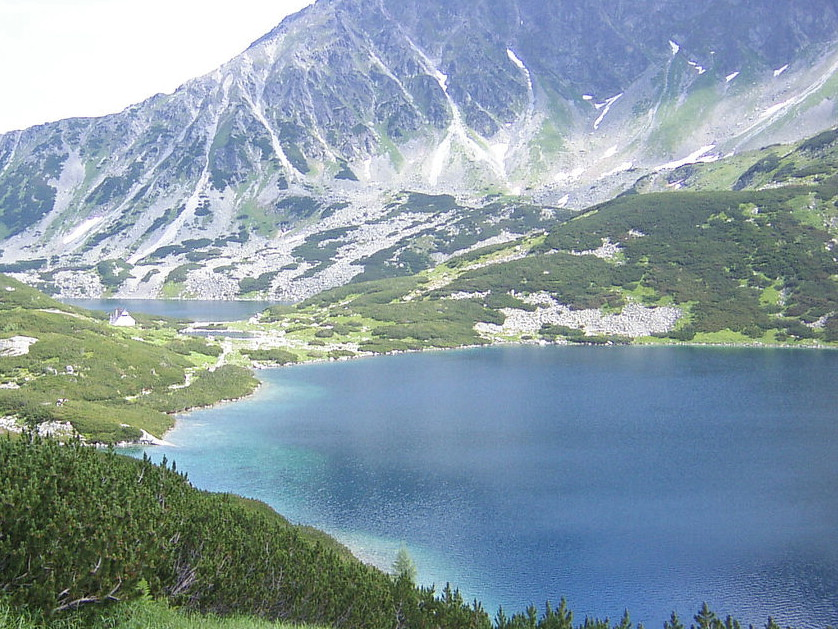
جبال الكاربات الغربية الداخلية في بولندا
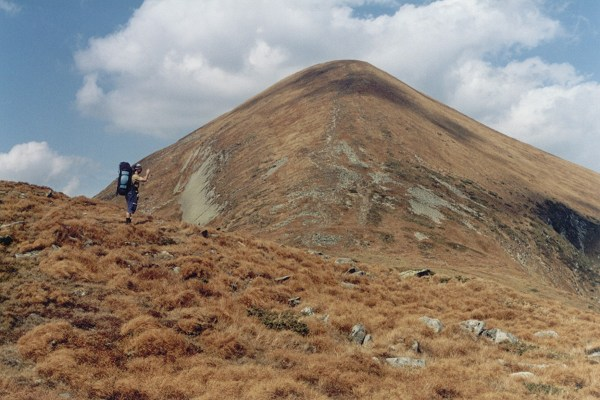
قمة هوفيرلا في أوكرانيا